# J1 Prag West
Das J1 Prag West (offiziell: RPM Junior Vestec Open) ist ein World-Junior-Tennisturnier, das seit 2016 jährlich im Januar auf Teppich in der tschechischen Stadt Vestec u Prahy nahe der Landeshauptstadt Prag von der International Tennis Federation ausgetragen wird. Es gehört der zweithöchsten Turnierkategorie G1 an.

## Geschichte
Das Turnier übernahm 2016 die Lizenz der Czech International Junior Indoor Championships.

## Siegerliste

### Einzel
| Jahr | Herren                      | Damen              |
| ---- | --------------------------- | ------------------ |
| 2016 | Jurij Rodionov              | Monika Kilnarová   |
| 2017 | Alejandro Davidovich Fokina | Kamilla Rachimowa  |
| 2018 | Deney Wassermann            | Marija Timofejewa  |
| 2019 | Illja Biloborodko           | Kristýna Lavičková |
| 2020 | Mans Dahlberg               | Kryszina Dsmitruk  |

### Doppel
| Jahr | Herren                         | Damen                                     |
| ---- | ------------------------------ | ----------------------------------------- |
| 2016 | Marvin Möller Louis Weßels     | Klára Hájková Dominika Sujová             |
| 2017 | David Juráš Mykyta Maschtakow  | Shaline-Doreen Pipa Anastazja Rostowska   |
| 2018 | Arnaud Bovy Michal Mikula      | Wiktoryja Kanapazkaja Oxana Selechmetjewa |
| 2019 | Baptiste Anselmo Loris Pourroy | Aubane Droguet Séléna Janicijevic         |
| 2020 | Jesse De Jager Ilya Snitari    | Kryszina Dsmitruk Aljona Falej            |